# El castigador
El castigador (títol original: The Punisher) és una pel·lícula estatunidenca dirigida per Jonathan Hensleigh, estrenada l'any 2004. És l'adaptació de la sèrie de còmics del mateix nom creada per Gerry Conway, Ross Andru i John Romita, Sr. Ha estat doblada al català

## Argument
Antic membre del Delta Force, després agent especial de l'FBI, Frank Castle s'afanya a jubilar-se per viure una vida plàcida al costat de la seva dona i del seu fill. La seva última operació ha costat la vida al fill de Howard Sant (John Travolta), padrí de la màfia, i aquest vol venjar-se. Els seus homes maten la dona i el fill de Frank Castle així com tota la seva família, i deixen aquest últim per mort. Però Frank sobreviu, i decideix venjar-se al seu torn de Sant, sota la disfressa del justicier El castigador (The Punisher).

## Repartiment
- Thomas Jane: Frank Castle / El castigador
- John Travolta: Howard Sant
- Rebecca Romijn: Joan
- Will Patton: Quentin Glass
- Roy Scheider: Frank Castle Sr.
- Samantha Mathis: Maria Castle
- Eddie Jemison: Mickey Duka
- Ben Foster: Dave
- Veryl Jones: Candelaria
- Laura Harring: Livia Sant
- Yamil Piedra: Toro Pit Boss
- John Pinette: Bumpo
- James Carpinello: John Sant / Bobby Sant
- Kevin Nash: el rus
- A. Russell Andrews: l'agent Weeks

## Producció
| « | M'he submergit a la lectura de la sèrie (...), i he devorat els llibres uns després dels altres. M'he tirat sobre el telèfon i he trucat Marvel per dir que volia fer el film. Estimo les històries de venjança (...). És un dels millors ressorts dramàtics que hi ha. És cert que el cinema americà ha explotat àmpliament el gènere. Però aquella història m'excitava perquè renova aquest gènere que adoro. Té un caràcter simple i salvatge, sense estar mancat d'humanitat. Aquesta dimensió m'ha atret. | » |

### Desenvolupament
El film està inspirat en un llibre de còmics basat en el personatge The Punisher de Marvel Comics. Un film que s'havia estrenat als anys 1980, Punisher, amb Dolph Lundgren. Aquest segon film no té cap relació amb el precedent. La història principalment està basada en dues sèries de comics del Punisher, The Punisher: Year One i Welcome Back, Frank. El personatge era conegut sota la influència de Garth Ennis i Steve Dillon.

Per desenvolupar el personatge de Howard Saint, Jonathan Hensleigh va fer investigacions aprofundides sobre els criminals i la seva psicologia Explica: 
| « | Howard Saint pensa que la seva venjança és justa. Però com molts criminals, està completament dissociat de la moralitat i del món on els altres vivim. Es creu per sobre de la llei.(...) | » |

. El productor Avi Arad afegeix: 
| « | Un dolent ha de tenir una dimensió humana, una fissura sensible. Per comprendre'l, cal descobrir l'home darrere la màscara. Saint té una dona i uns fills que adora, i porta la vida que ha triat. Però en el fons d'ell mateix, sap que és en un negoci d'alt risc, cosa que justifica la seva paranoia | » |

### Repartiment dels papers
La primera tria per encarnar Frank Castle va ser Hugh Jackman però va rebutjar, preferint interpretar Van Helsing. El director explica la tria de Thomas Jane: « Volia un actor que fos espartà en la seva interpretació, i havia estat molt impressionat per l'actuació de Tom a  61* .
Rebecca Romijn havia encarnat ja un personatge de l'univers Marvel: Mistic a X-Men, X-Men 2 i 'X-Men: L'enfrontament final.
Diversos actors del film havien treballat ja junts: Thomas Jane i John Travolta han col·laborat a Face/Off i The Thin Red Line mentre Travolta havia col·laborat amb Samantha Mathis a Broken Arrow.

### Rodatge
El film es va rodar a Tampa, Florida, durant 2003.

## Crítica
- El film ha rebut comentaris negatius de les crítiques en la seva sortida als països anglòfons: sols un 29 % de les 167 crítiques recollides pel lloc Rotten Tomatoes són favorables, una nota mitjana de 4,5⁄10,[4] mentre obté un resultat de 33⁄100 al lloc Metacritic, per a 36 critiques.[5] És tanmateix millor acollit pel públic, amb una nota de 6,5⁄10 en el lloc IMDb[6] però menys a França, on obté una mitjana de 2,5⁄5 en el lloc AlloCiné.[7]
- No continguis l'alè esperant que 'The Punisher' sigui original, no ho és ni un segon de les seves dues tortuoses hores"[8]
- "Travolta està tremend com el noi dolent, fent de 'Saint' un tipus gairebé simpàtic. Els seus companys de repartiment, no obstant això, s'esforcen per sortir a flotació en un mar de mals diàlegs, amb la pobra Romjin-Stamos emportant-se la pitjor part"[9]
- "El castigador és una pel·lícula tan depriment i tan poc alegre que et preguntes fins i tot si l'heroi obté alguna satisfacció dels seus assoliments. (...) Puntuació: ★★ (sobre 4)."[10]